# Jens Kroker
Jens Kroker (* 8. Mai 1969 in Hamburg) ist Kaufmann und ein erfolgreicher deutscher Sportler. Sein größter Erfolg war der Sieg im Segelwettbewerb im Drei-Mann-Kielboot bei den Sommer-Paralympics 2008 in China. Er ist mit drei paralympischen Medaillen (neben Gold 2008 jeweils Silber 2000 und 2012) und drei Weltmeister-Titeln der weltweit erfolgreichste Segler im paralympischen Drei-Mann-Kielboot Sonar.

## Leben
Jens Kroker wurde in Hamburg geboren. Von 1990 studierte er an der Universität Hamburg mit dem Abschluss als Diplom-Kaufmann. Anschließend war er in verschiedenen Funktionen bei der BASF beschäftigt. Von Dezember 2008 bis Januar 2014 war er Chief Financial Officer und als Senior Vice President Geschäftsverantwortlicher für Südamerika. Zuletzt war er als Senior Vice President verantwortlich für das Geschäft mit Wasch- und Reinigungsmitteln sowie Formulierungstechnologien in Europa. Aktuell begleitet er mit seiner kaufmännischen Expertise den Geschäftsaufbau des Start-Ups und eigenen Familienunternehmens Aktimed, mit welchem er 2018 in der fünften Staffel der TV-Show Die Höhle der Löwen zu sehen war.
Jens Kroker fehlt die linke Hand. Als Segler nahm er seit 2000 an allen Paralympischen Spielen teil. Er startet für den Norddeutscher Regatta Verein, den Yachtclub Berlin-Grünau sowie den 1. Wassersportverein Lausitzer Seenland. Seit 2018 ist er Mitglied der Athleten-Kommission im Weltseglerverband.

## Erfolge
Seit den Sommer-Paralympics 2000 ist im Segeln das Drei-Mann-Kielboot der Bootsklasse Sonar ein Wettbewerb. In diesem ersten Wettbewerb gewann er mit Peter Münter und Hans-Peter Reichl die Silbermedaille.
Bei den Paralympischen Spielen in Peking 2008 gewann Kroker im Team mit Robert Prem und Siegmund Mainka die Goldmedaille und vier Jahre später im selben Team in London die Silbermedaille.
Bei den Paralympischen Sommerspielen 2016 in Rio de Janeiro wurde Kroker Sechster.

## Ehrungen
- Für seine Erfolge wurde ihm dreimal (2000, 2008 und 2012) das Silberne Lorbeerblatt verliehen.[6]
- Yachtclub Berlin-Grünau und Norddeutscher Regatta Verein: Goldene Ehrennadel[7]